# Rowlett
Rowlett é uma cidade localizada no estado norte-americano do Texas, no Condado de Dallas e Condado de Rockwall.

## Demografia
Segundo o censo norte-americano de 2000, a sua população era de 44.503 habitantes.
Em 2006, foi estimada uma população de 54.869, um aumento de 10366 (23.3%).

## Geografia
De acordo com o United States Census Bureau tem uma área de 52,4 km², dos quais 52,4 km² cobertos por terra e 0,0 km² cobertos por água. Rowlett localiza-se a aproximadamente 165 m acima do nível do mar.

## Localidades na vizinhança
O diagrama seguinte representa as localidades num raio de 12 km ao redor de Rowlett.